# Ultimate Velocity
『Ultimate Velocity』（アルティメット・ベロシティ）は、PENICILLINの5枚目のアルバム。1998年10月21日にイーストウエスト・ジャパンから発売された。

## 収録曲
（全曲　作詞：HAKUEI、作曲：PENICILLIN、編曲：PENICILLIN・重盛美晴）
1. 地球 [6:11]
2. CRASH[4:55]
シングル版とはミックスが異なっており、またアウトロが長く、次曲へとつながっている。『THIS IS PENICILLIN 1994-1999』にはこのバージョンが収録されている。
3. Mr.Freez [3:16]
4. そして伝説へ [4:48]
5. make love [5:04]
6. anti beauty [4:18]
7. Tomorrow [5:07]
8. love&peace [6:42]
9. prison [4:53]
10. Butterfly [6:03]
後にシングルカットされた。
11. ロマンス [4:50]
シングル版とはミックスが異なる。「CRASH」と同じく『THIS IS PENICILLIN 1994-1999』にこのバージョンで収録された。
12. fantasia [5:31]